# Garriàcies
Garryaceae és una família petita de plantes que inclou dos gèneres:
- Garrya Douglas ex Lindl., 1834. Amb unes 16-18 espècies.
- Aucuba Thunb., 1783. Amb unes 3-10 espècies.

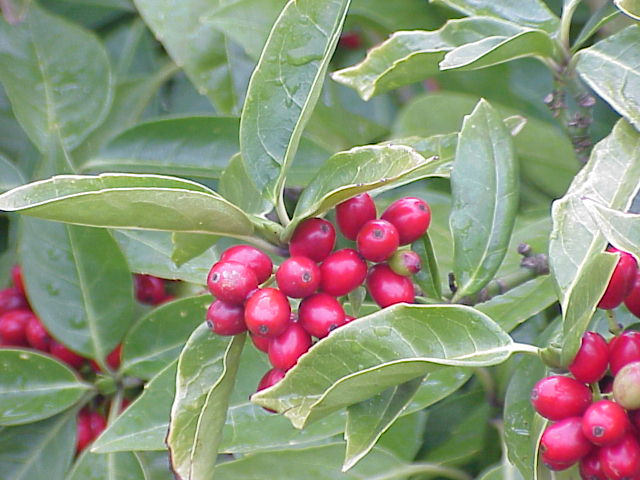
Aucuba japonica

Aquesta família es troba en regions subtropicals i temperades càlides Garrya a Amèrica del Nord, i Aucuba a l'Àsia oriental. Són arbusts perennifolis o arbrets amb fulles simples i oposades.
Aucuba en alguns sistemes de classificació s'inclou dins la família Cornaceae.